# Osán
Osán ist ein spanischer Ort in der Provinz Huesca der Autonomen Gemeinschaft Aragonien. Osán, im Pyrenäenvorland liegend, gehört zur Gemeinde Sabiñánigo. Der Ort hatte 20 Einwohner im Jahr 2015.

## Geographie
Der Ort liegt etwa sieben Straßenkilometer östlich von Sabiñánigo, er ist über die N260 zu erreichen. 

## Sehenswürdigkeiten
- Pfarrkirche aus dem 15. Jahrhundert